# Stylisma trichosanthes
Stylisma trichosanthes là một loài thực vật có hoa trong họ Bìm bìm. Loài này được (Michx.) House miêu tả khoa học đầu tiên năm 1907.